# Кюрле
Кюрле́ (фр. Curley) — коммуна во Франции, находится в регионе Бургундия. Департамент коммуны — Кот-д’Ор. Входит в состав кантона Жевре-Шамбертен. Округ коммуны — Дижон.
Код INSEE коммуны — 21217.

## Население
Население коммуны на 2010 год составляло 144 человека.
| 1962 | 1968 | 1975 | 1982 | 1990 | 1999 | 2010 |
| ---- | ---- | ---- | ---- | ---- | ---- | ---- |
| 30   | 24   | 25   | 56   | 85   | 118  | 144  |

## Экономика
В 2010 году среди 94 человек трудоспособного возраста (15—64 лет) 85 были экономически активными, 9 — неактивными (показатель активности — 90,4 %, в 1999 году было 81,9 %). Из 85 активных жителей работали 79 человек (38 мужчин и 41 женщина), безработных было 6 (2 мужчин и 4 женщины). Среди 9 неактивных 4 человека были учениками или студентами, 2 — пенсионерами, 3 были неактивными по другим причинам.